# Avicularia hirschii
Avicularia hirschii är en spindelart som beskrevs av Bullmer, Thierer-Lutz och Schmidt 2006. Avicularia hirschii ingår i släktet Avicularia och familjen fågelspindlar.
Artens utbredningsområde är Ecuador. Inga underarter finns listade.